# Screams of Silence: The Story of Brenda Q
«Screams of Silence: The Story of Brenda Q» («Крики тишины: История Бренды Куагмир») — третий эпизод десятого сезона комедийного мультсериала Гриффины, вышедший в эфир 30 октября 2011 года на канале FOX.

## Сюжет
Питер, Джо и Гленн собираются поехать на рыбалку, однако, не дождавшись последнего на лодке, едут к нему домой. Друзья находят Гленна дома без сознания (очередные эксперименты с удушениями) и отвозят его в больницу. Выясняется, что к нему едет сестра Бренда и её муж Джефф. В больнице сестра поет песню Куагмиру, и тот выходит из комы.
На следующее утро после очередного громкого скандала Лоис приглашает Бренду в ресторан поговорить об их взаимоотношениях с Джеффом, но та считает, что её любимый ведет себя правильно, даже несмотря на разбитый глаз, который приходится прикрывать очками.
В "Пьяной устрице" Джо, Питер и Куагмир решают пригласить Бренду в дом Гриффинов. Каждый из членов семьи пытается высказать своё мнение по поводу жестокого отношения Джеффа. Слова Гленна трогают Бренду до слез, однако позже всем становится известно о её беременности и предстоящей свадьбе.
Трое друзей решают прикончить Джеффа. Выехав за город, все сидят у костра и в тот момент, когда все готовы направить пушку на Джеффа, тот сам берет в заложники Куагмира. Под страхом смерти Гленн едет с Джеффом вглубь леса. Начинается драка. Куагмир чуть не погибает, но в последний момент его "опыт" с удушениями помогает расправиться с Джеффом.
Наутро Питер отдает Бренде фальшивую записку об отъезде Джеффа, написанную Джо.

### Отсылки
В эпизоде присутствует множество отсылок на предыдущие эпизоды — Jerome is new black, Trading places, на конец третьего и четвёртого сезона, когда Питер был рыбаком.

## Критика
Кейвин Макфарланд, обозреватель с «The A.V. Club», присвоил эпизоду весьма низкий балл — «C+», тогда как публика ресурса дала ещё более пессимистичную оценку, «D+». Критик отметил, что «серьёзный эпизод „Гриффинов“ наносит урон сильным сторонам шоу» — пока другие шоу, — размышлял Макфарланд, — радуют публику «ужасающими убийствами под Хэллоуин», «Гриффины» сдали свои позиции.
Террон Мур из «Ology» посчитал иначе, решив, что серия достойна 7 баллов из 10. Мур похвалил типичные хорошие стороны всего сериала, сравнив «Гриффинов» с «Симпсонами», но признал, что «серия не привнесла ничего нового». Раскритиковав эпизод, обозреватель подвела своеобразный итог своей рецензии: «Джефф грустный, но смешной».

## Факты
- Куагмир попадает в больницу 30 октября 2011 г., об этом свидетельствует одна из строчек песни его сестры:

«Глен, не умирай от ауэтоэротического удушья —
Друзья хотят порыбачить с тобой.
Живи ради завтрашнего дня
31 октября 2011-го».
- Лобстер, наряженный под Усаму бен Ладена, танцует под музыку группы B-52's – Rock Lobster.